# YY Геркулеса
YY Геркулеса (лат. YY Herculis) — двойная катаклизмическая симбиотическая переменная звезда типа Z Андромеды (ZAND)*** в созвездии Геркулеса на расстоянии (вычисленном из значения параллакса) приблизительно 26560 световых лет (около 8143 парсек) от Солнца. Видимая звёздная величина звезды — от менее +14m до +11,1m. Орбитальный период — около 590 суток.
Открыта Максимилианом Вольфом в 1919 году.

## Характеристики
Первый компонент — аккрецирующий белый карлик. Светимость — около 1100 солнечных. Эффективная температура — около 100000 К*.
Второй компонент — красный гигант спектрального класса M2ep, или M4III. Радиус — около 110 солнечных, светимость — около 3600 солнечных*. Эффективная температура — около 3851 К.